# ブルークロススーパーボーイズオーディション
ブルークロススーパーボーイズオーディション（BLUE CROSS SUPER BOYS AUDITION）は、ナルミヤ・インターナショナル「BLUE CROSS」が実施するオーディション。

## 概要
参加資格は身長130cmから170cmの男子。プロダクション所属者も所属元の了承を得れば出場可能。賞は「グランプリ（1名）」、「ブルークロス賞」、「準グランプリ」。
グランプリ受賞者のみブルークロスのイメージモデルとして活動できる。また、同オーディションには多数の芸能プロダクションや雑誌社が関与しているため、受賞者にはプロダクション所属の打診や出演依頼が来ることも多い。
2009年までは各地方にて予選を行い、東京にてファイナルステージを行うという方式であった。
2010年以降は1次審査：書類選考→2次審査：インターネット投票及びオーディション審査員によってグランプリが決定している。

## 歴代グランプリ受賞者
| 回 | 年   | グランプリ           | ブルークロス賞    | 準グランプリ                                                                                |
| -- | ---- | -------------------- | ----------------- | ------------------------------------------------------------------------------------------- |
| 1  | 2005 | 高橋和也             |                   |                                                                                             |
| 2  | 2006 | 森健                 |                   |                                                                                             |
| 3  | 2007 | 御園レイヤ           |                   |                                                                                             |
| 4  | 2008 | 千葉涼太             |                   |                                                                                             |
| 5  | 2009 | 佐々木一真           |                   | 岩本一毅                                                                                    |
| 6  | 2010 | 岩本一毅             |                   | 羽澤拓也 加藤貴一 片山怜士 黒木康貴 三角章斗 岡田翔大郎 堺隼弥 最勝寺正輝 佐藤有希 平野流星 |
| 7  | 2011 | 会沢海斗             | 加藤貴一 本村圭汰 | 工藤映来 平井舜 和田優希                                                                    |
| 8  | 2012 | 内田至音             | 小村大和 内田璃旺 | 岡野圭吾 谷楓雅 長谷川朋貴                                                                  |
| 9  | 2014 | デイビス・アレックス |                   | 森健人                                                                                      |
| 10 | 2015 | 林崎恭涼             |                   | 井口崇翔                                                                                    |
| 11 | 2016 | 大佐古琉生           |                   | 石原恋                                                                                      |

## 過去のグランプリ出演メディア（一部）
- ナルミヤインターナショナルイメージモデル
- 雑誌ニコプチ（新潮社）
- 雑誌JUNON（主婦の友社）
- 雑誌ピチレモン（学研パブリッシング）
- 雑誌Dance Style kids
- 雑誌SENSE
- NHK大河ドラマ平清盛
- 河合塾メインモデル
- ＪＲ九州メインモデル
- 制服ブランドKURI-ORI
- 東京ガールズコレクション
- レインボータウンＦＭ　ズドドドドン